# Come Live with Me (Heaven 17)
Come Live with Me is een nummer van de Britse synthpopband Heaven 17 uit 1983. Het is de derde single van hun tweede studioalbum The Luxury Gap.
Net als voorganger "Temptation" kent ook "Come Live with Me" een donker geluid met veel synthesizers. Het bereikte de 5e positie in het Verenigd Koninkrijk en werd enkel op de Britse eilanden een hit. Hiermee was het minder succesvol dan de voorganger, die ook de Nederlandse en Belgische hitlijsten bereikte.

## Tracklijst
7-inch single
1. "Come Live with Me" - 3:35
2. "Let's All Make a Bomb" - 5:05

12-inch single
1. "Come Live with Me" (Extended) - 4:25
2. "Let's All Make a Bomb" - 5:09
3. "Song With No Name" - 4:14